# Harasiuki (gmina)
Harasiuki [xaraˈɕukʲi] (en ukrainien: Гарасюки, Harasiuky) est une commune rurale de la Voïvodie des Basses-Carpates et du powiat de Nisko. Elle s'étend sur 168,3 km2 et comptait 6 283 habitants en 2012. Elle se situe à environ 26 kilomètres à l'est de Nisko et à 61 kilomètres au nord-est de Rzeszów, la capitale régionale.

## Villages
La gmina contient les villages de Banachy, Derylaki, Gózd, Harasiuki, Hucisko, Huta Krzeszowska, Huta Podgórna, Krzeszów Górny, Kusze, Łazory, Maziarnia, Nowa Huta, Nowa Wieś, Nowy Żuk, Półsieraków, Rogóźnia, Ryczki, Sieraków, Stara Huta, Stary Żuk, Szeliga et Wólka.